# Municipio de St. Joseph (Illinois)
El municipio de St. Joseph (en inglés: St. Joseph Township) es un municipio ubicado en el condado de Champaign en el estado estadounidense de Illinois. En el año 2010 tenía una población de 5876 habitantes y una densidad poblacional de 61,94 personas por km².

## Geografía
El municipio de St. Joseph se encuentra ubicado en las coordenadas 40°6′12″N 88°3′40″O / 40.10333, -88.06111. Según la Oficina del Censo de los Estados Unidos, el municipio tiene una superficie total de 94.87 km², de la cual 94.47 km² corresponden a tierra firme y (0.42%) 0.4 km² es agua.

## Demografía
Según el censo de 2010, había 5876 personas residiendo en el municipio de St. Joseph. La densidad de población era de 61,94 hab./km². De los 5876 habitantes, el municipio de St. Joseph estaba compuesto por el 97.4% blancos, el 0.27% eran afroamericanos, el 0.12% eran amerindios, el 0.49% eran asiáticos, el 0.02% eran isleños del Pacífico, el 0.53% eran de otras razas y el 1.17% pertenecían a dos o más razas. Del total de la población el 1.97% eran hispanos o latinos de cualquier raza.